# Final do Campeonato Catarinense de Futebol de 2013 - Divisão de Acesso
A Final do Campeonato Catarinense de Futebol de 2013 - Divisão de Acesso foi a decisão da décima edição desta competição. Foi realizada em duas partidas, com mando de campo alternado entre as duas equipes participantes Inter de Lages e Blumenau.
Na primeira partida, disputada em Blumenau, o time da casa aplicou uma sonora goleada no adversário vencendo o jogo por 4 a 0. Como o regulamento não previa saldo de gols nesta fase, o Inter precisaria vencer o jogo de volta no tempo normal e pelo menos empatar na prorrogação para conquistar o título. E foi o que aconteceu, o jogo terminou 3 a 1 a favor do time de Lages e, na prorrogação, 0 a 0. Desta forma o Inter terminou como o campeão da competição.

## Regulamento
No regulamento da terceira divisão do certame catarinense, está previsto que Final será disputada pelas equipes campeãs do Turno e do Returno), que jogam entre si em jogos de ida e volta, sendo mandante do jogo de volta (segunda partida) a equipe que obteve a melhor campanha no geral, somando-se os pontos ganhos no Turno e no Returno. 
É considerada vencedora da disputa a equipe que, ao final do jogo de volta (segunda partida), obteve o maior número de pontos ganhos. Se após a realização do jogo de volta (segunda partida) as equipes terminem empatadas em número de pontos ganhos, independente do saldo de gols e dos outros índices técnicos, haverá uma prorrogação de 30 minutos, em dois tempos de 15, para se conhecer a vencedora da disputa. Caso ao final da prorrogação do jogo de volta persistir o empate, será considerada vencedora da disputa a equipe mandante do jogo de volta (segunda partida).
Somente a equipe campeã da Divisão de Acesso do Campeonato Catarinense de Futebol de 2013, será classificada para a disputa da Divisão Especial do Campeonato Catarinense de Futebol de 2014.

## Histórico recente
Neste campeonato foram 4 jogos disputados pela dupla de finalistas até esta final e vantagem foi do Inter, apesar da perda na final do Returno.
No primeiro confronto na estreia dos times na competição, o Inter venceu o BEC no Complexo Esportivo Bernardo Werner, em Blumenau. O jogo que marcava a volta do time da casa às competições oficiais depois de 8 anos, acabou em 2 a 0 a favor do time de Lages, com a presença de um bom público pagante de 1.568 pessoas. O segundo jogo foi disputado no Estádio Vidal Ramos Júnior, Lages e terminou empatado em 2 a 2.
Nas finais do Returno da competição os dois times se enfrentaram. caso o Inter vencesse a final, seria automaticamente o campeão geral. O Blumenau precisava vencer a disputa para que houvesse a final geral. A primeira partida, com mando do Inter, o time de Lages venceu por 2 a 0. No segundo jogo, o BEC venceu no tempo normal pelo mesmo placar e aplicou 1 a 0 na prorrogação, levando a disputa para esta final.

## Campanha dos finalistas
Cada finalista venceu um turno da competição. No primeiro Turno o Inter venceu o Jaraguá na final, já o BEC venceu o próprio Inter na final do Returno. Na classificação geral, o Inter liderou com 41 pontos ganhos e o Blumenau terminou em segundo lugar com 39 pontos. O Inter ainda emplacou como o melhor ataque, com 61 gols marcados e também a melhor defesa, com apenas 6 gols tomados.

## Premiação
O Campeão da Divisão de Acesso do Campeonato Catarinense de Futebol de 2013 recebe, como prova e reconhecimento do mérito pelo título, a Taça Armindo João Araldi, que é uma homenagem ao Presidente do Conselho Deliberativo do Esporte Clube Internacional, devido aos relevantes serviços prestados ao futebol de Santa Catarina.

## Primeira partida
| 24 de novembro | Blumenau                                     | 4 x 0  | Inter de Lages | Complexo Esportivo Bernardo Werner        |
| 16h00          | Matheus 3', 53' · Marquinhos 83' · Venna 84' | Súmula |                | Público: 1 095 Árbitro: Jefferson Schmidt |

| Cores do Time · Cores do Time · Cores do Time · Cores do Time · Cores do Time | Cores do Time · Cores do Time · Cores do Time · Cores do Time · Cores do Time |

| BLUMENAU:     |    |  |                   |     |     |
|               |    |  |                   |     |     |
| G             | 1  |  | Nei               |     |     |
| LD            | 2  |  | Diego             | 69' |     |
| Z             | 3  |  | Lucas Pivatto     |     | 6'  |
| Z             | 4  |  | Lucas Campestrini |     |     |
| LE            | 6  |  | Leandrinho        |     |     |
| V             | 5  |  | Amaral            |     |     |
| V             | 7  |  | Marcelinho        | 45' |     |
| M             | 8  |  | Matozinho         |     | 55' |
| M             | 10 |  | Marquinhos        | 83' |     |
| A             | 11 |  | Negreiros         |     |     |
| A             | 9  |  | Matheus           |     |     |
| Reservas:     |    |  |                   |     |     |
| G             | 12 |  | Edson             |     | 76' |
| LE            | 13 |  | Jacó              |     |     |
| V             | 14 |  | Henrique          |     |     |
| LD            | 15 |  | Jefferson         | 69' |     |
| LE            | 16 |  | Venna             | 45' | 84' |
| A             | 17 |  | Carlinhos Santos  | 83' |     |
| A             | 18 |  | Marcos            |     |     |
| Técnico:      |    |  |                   |     |     |
| Rodrigo Casca |    |  |                   |     |     |

| INTER DE LAGES: |    |  |                |     |     |
|                 |    |  |                |     |     |
| G               | 1  |  | Renan          |     |     |
| LD              | 2  |  | Tiago Capeta   |     |     |
| Z               | 3  |  | Dedo           |     |     |
| Z               | 4  |  | Fabrício       | 54' | 27' |
| Z               | 5  |  | Alan           |     | 76' |
| LE              | 6  |  | Gelvane        | 59' |     |
| V               | 7  |  | Bruno          |     |     |
| V               | 8  |  | Brenno Basso   |     |     |
| M               | 10 |  | Thomaz         | 59' |     |
| A               | 11 |  | Luciano Amaral |     |     |
| A               | 9  |  | Gustavo        |     |     |
| Reservas:       |    |  |                |     |     |
| G               | 12 |  | Ivan           |     |     |
| Z               | 13 |  | Rafa           |     |     |
| Z               | 14 |  | Vinicius       |     |     |
| M               | 15 |  | Tio Nanas      |     |     |
| M               | 16 |  | Tauan          | 59' |     |
| M               | 17 |  | Bahia          | 59' |     |
| V               | 18 |  | Manuel         | 54' |     |
| Técnico:        |    |  |                |     |     |
| Nazareno Silva  |    |  |                |     |     |

## Segunda partida
| 1 de dezembro | Inter de Lages                                | 3 x 1 (Pro.) | Blumenau         | Estádio Vidal Ramos Júnior, Lages    |
| 17h00         | Brenno Basso 66' · Gustavo 74' · Brasão 90+2' | Súmula       | 2' Lucas Pivatto | Público: 5 646 Árbitro: Célio Amorim |

| Cores do Time · Cores do Time · Cores do Time · Cores do Time · Cores do Time | Cores do Time · Cores do Time · Cores do Time · Cores do Time · Cores do Time |

| INTER DE LAGES: |    |  |                |      |       |
|                 |    |  |                |      |       |
| G               | 1  |  | Renan          |      | 114'  |
| LD              | 2  |  | Tiago Capeta   | 109' |       |
| Z               | 3  |  | Vitor Hugo     |      | 13'   |
| Z               | 4  |  | Erlon          |      | 40'   |
| LE              | 6  |  | Gelvane        | 45'  |       |
| V               | 5  |  | Brenno Basso   | 112' |       |
| V               | 7  |  | Bruno          |      | 119'  |
| V               | 8  |  | Maguila        |      | 80'   |
| M               | 10 |  | Thomaz         |      |       |
| A               | 11 |  | Luciano Amaral |      |       |
| A               | 9  |  | Brasão         |      | 90+3' |
| Reservas:       |    |  |                |      |       |
| G               | 12 |  | Alysson        |      |       |
| Z               | 13 |  | Fabrício       | 112' |       |
| Z               | 14 |  | Dedo           | 109' |       |
| M               | 17 |  | Tio Nanas      |      |       |
| M               | 19 |  | Tauan          |      |       |
| A               | 16 |  | Gustavo        | 45'  | 65'   |
| A               | 18 |  | Jaiminho       |      |       |
| Técnico:        |    |  |                |      |       |
| Nazareno Silva  |    |  |                |      |       |

| BLUMENAU:     |    |  |                   |      |      |
|               |    |  |                   |      |      |
| G             | 1  |  | Nei               |      | 40'  |
| LD            | 2  |  | Diego             |      |      |
| Z             | 3  |  | Lucas Pivatto     |      |      |
| Z             | 4  |  | Lucas Campestrini |      |      |
| LE            | 6  |  | Leandrinho        | 76'  |      |
| V             | 5  |  | Amaral            | 113' |      |
| V             | 7  |  | Marcelinho        |      | 110' |
| M             | 8  |  | Matozinho         |      |      |
| M             | 10 |  | Marquinhos        | 60'  | 62'  |
| A             | 11 |  | Negreiros         |      | 74'  |
| A             | 9  |  | Matheus           |      |      |
| Reservas:     |    |  |                   |      |      |
| M             | 12 |  | Japinha           |      |      |
| LE            | 13 |  | Jacó              |      |      |
| V             | 14 |  | Henrique          |      |      |
| LD            | 15 |  | Jefferson         | 113' | 117' |
| LE            | 16 |  | Venna             | 60'  |      |
| A             | 17 |  | Carlinhos Santos  |      |      |
| A             | 18 |  | Marcos            | 76'  |      |
| Técnico:      |    |  |                   |      |      |
| Rodrigo Casca |    |  |                   |      |      |

## Campeão geral
| Campeonato Catarinense de Futebol de 2013 - Divisão de Acesso |
| ------------------------------------------------------------- |
| Inter de Lages Campeão (1º título)                            |